# جک آی‌ئی‌وی۶ئی
جک آی‌ئی‌وی۶ئی یک خودروی برقی شهری است که توسط جک موتورز تولید می‌شود.

## بررسی اجمالی
جک آی‌ئی‌وی۶ئی از آوریل ۲۰۱۷ در دسترس بود. این خودرو در ابتدا در نمایشگاه خودرو پکن ۲۰۱۶ معرفی شد و نسخه تولیدی آن در نمایشگاه خودرو شانگهای ۲۰۱۷ معرفی شد. موتور آی‌ئی‌وی۶ئی از یک موتور الکتریکی با قدرت ۸۰اسب بخار و ۱۷۵ نیوتن‌متر گشتاور استفاده می‌کند.

## نگارخانه

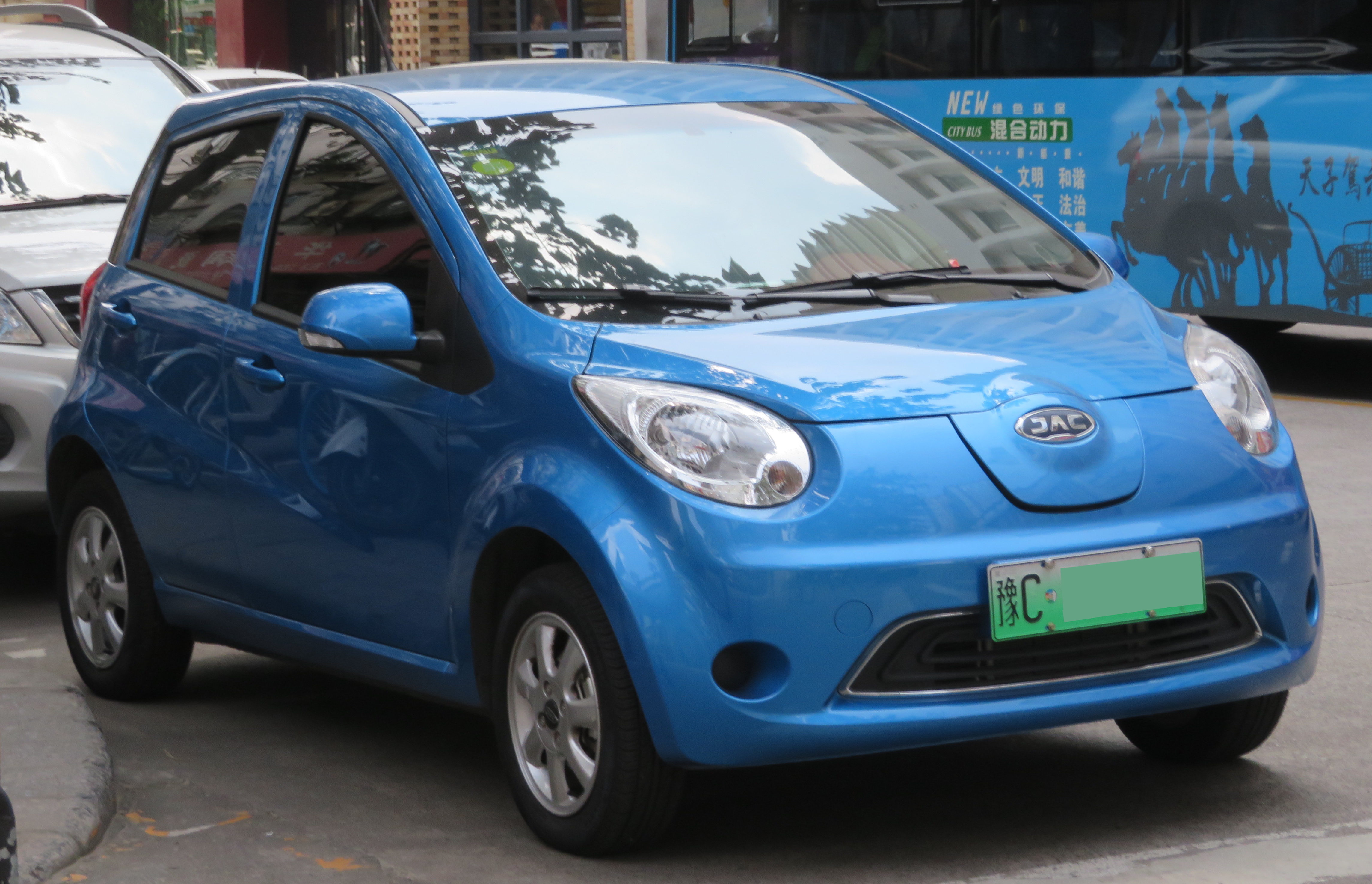
جک آی‌ئی‌وی۶ئی (جلو)
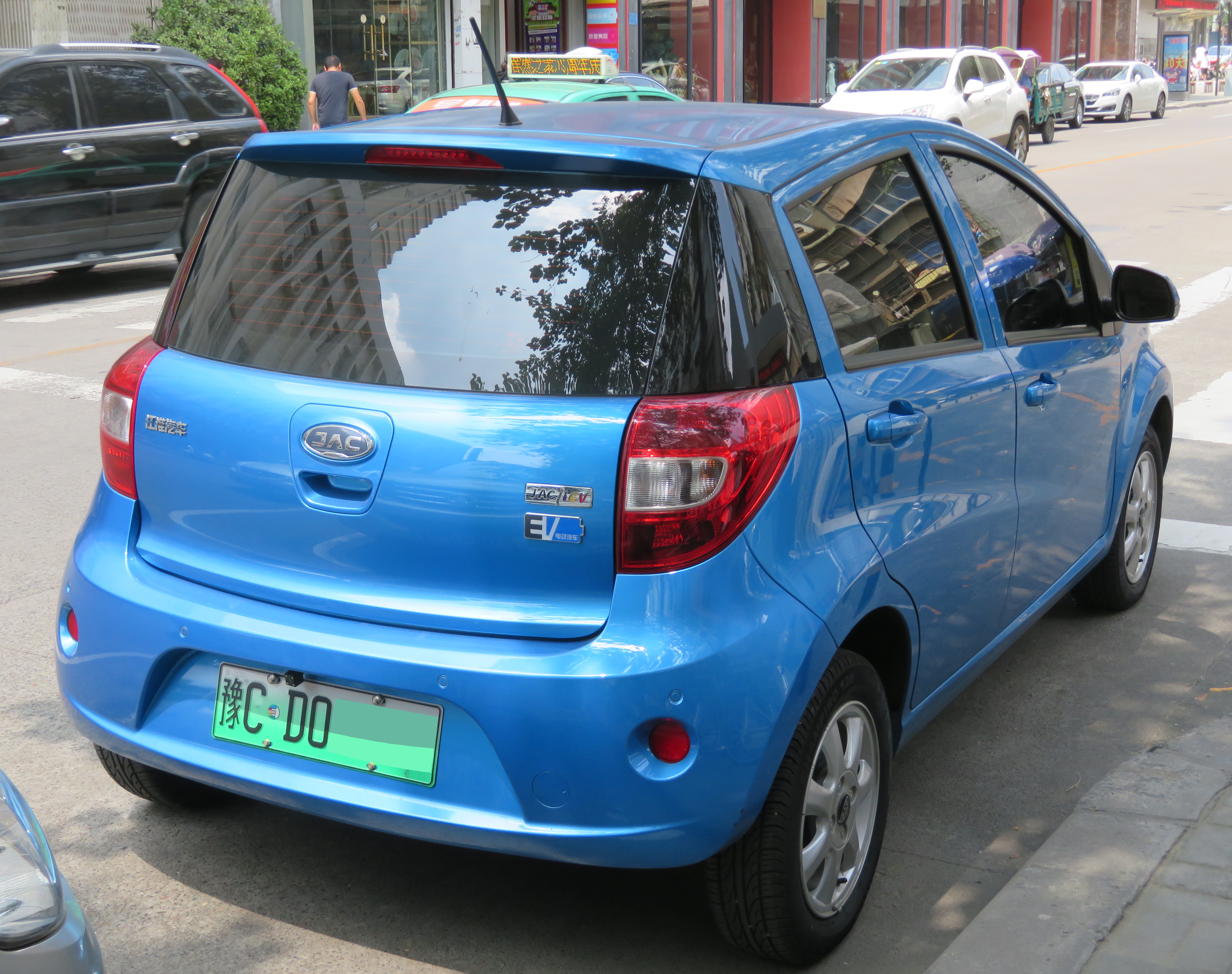
جک آی‌ئی‌وی۶ئی (عقب)
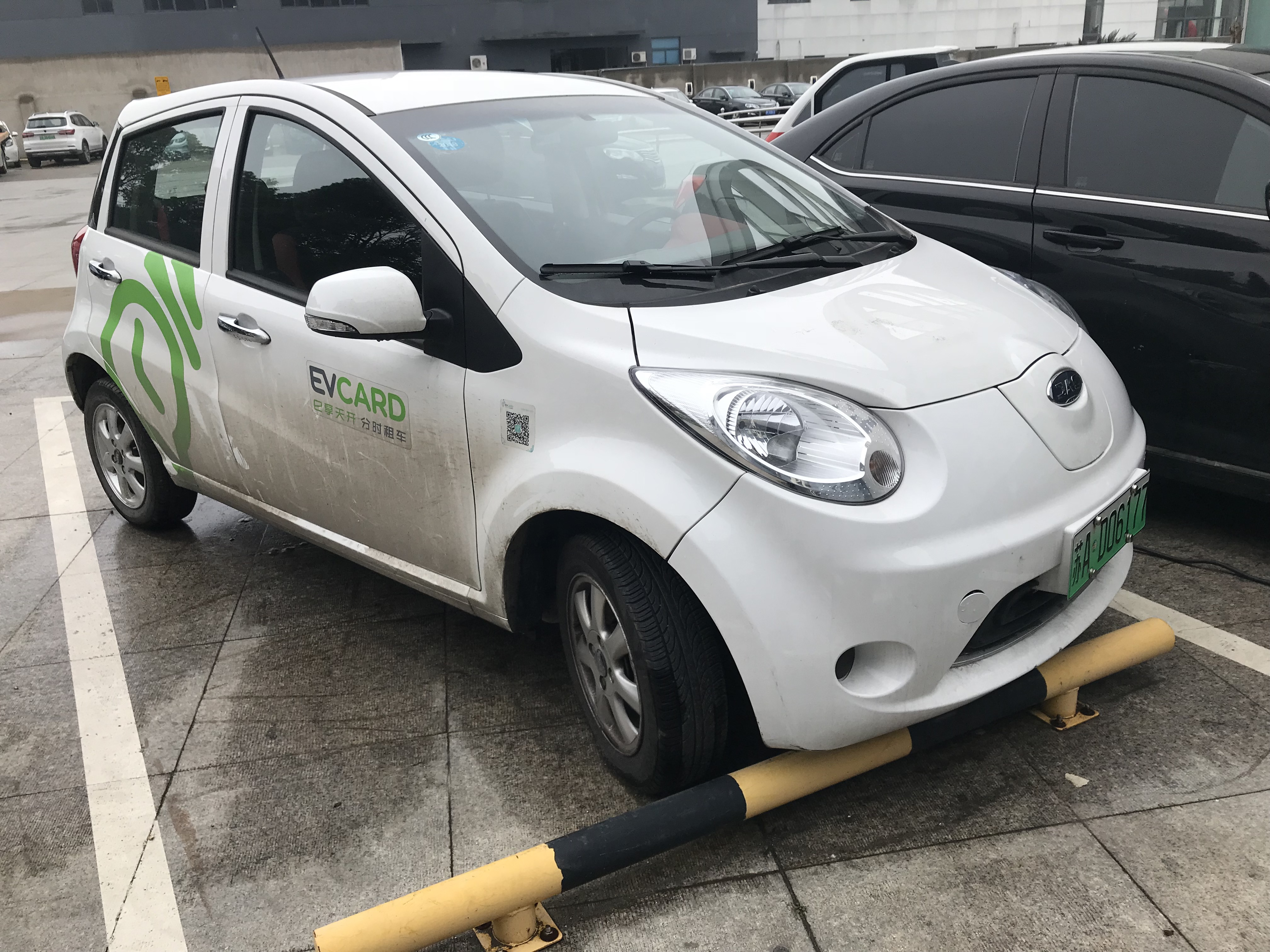
جک آی‌ئی‌وی۶ئی (جلو)
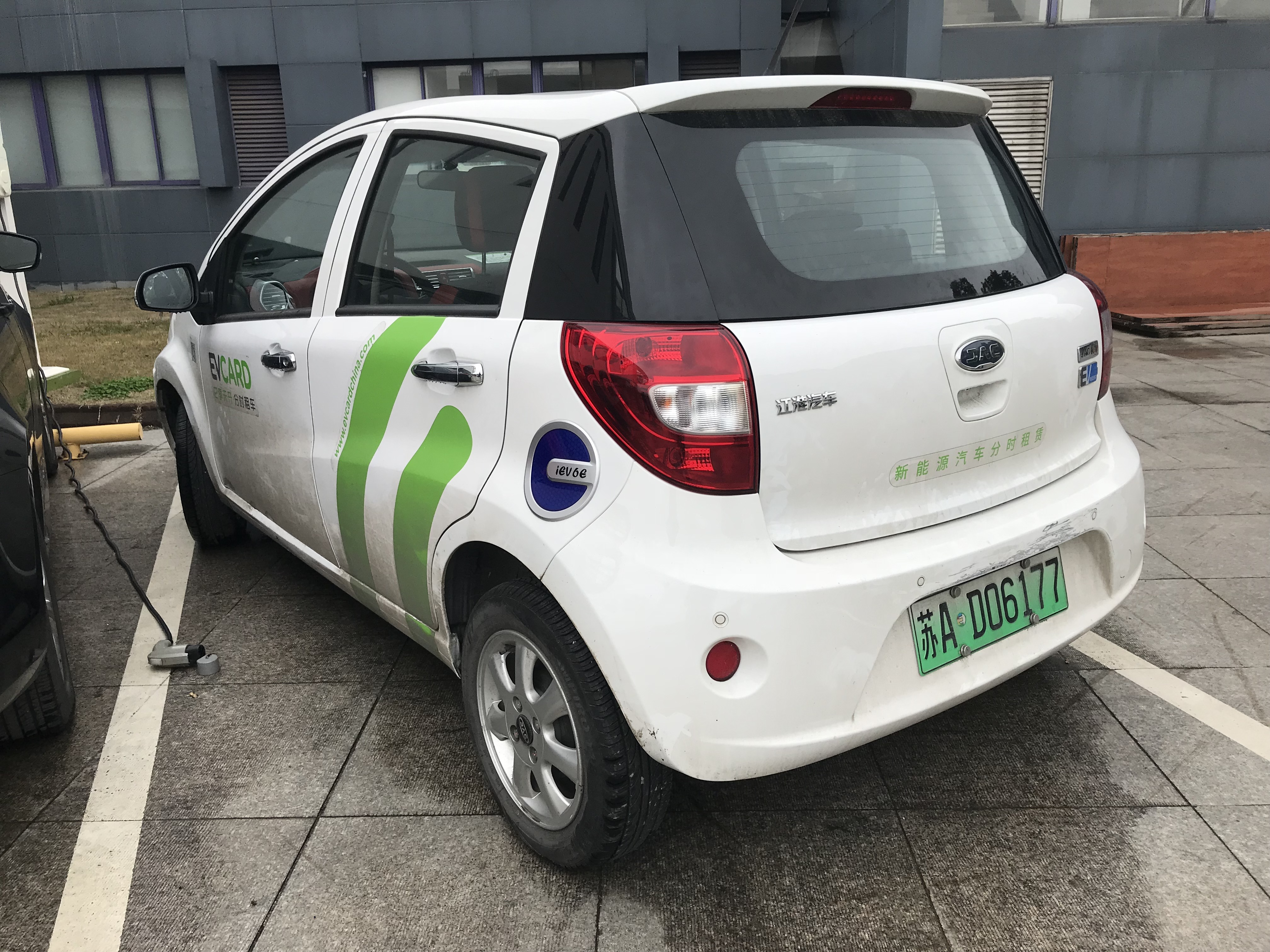
جک آی‌ئی‌وی۶ئی (عقب)
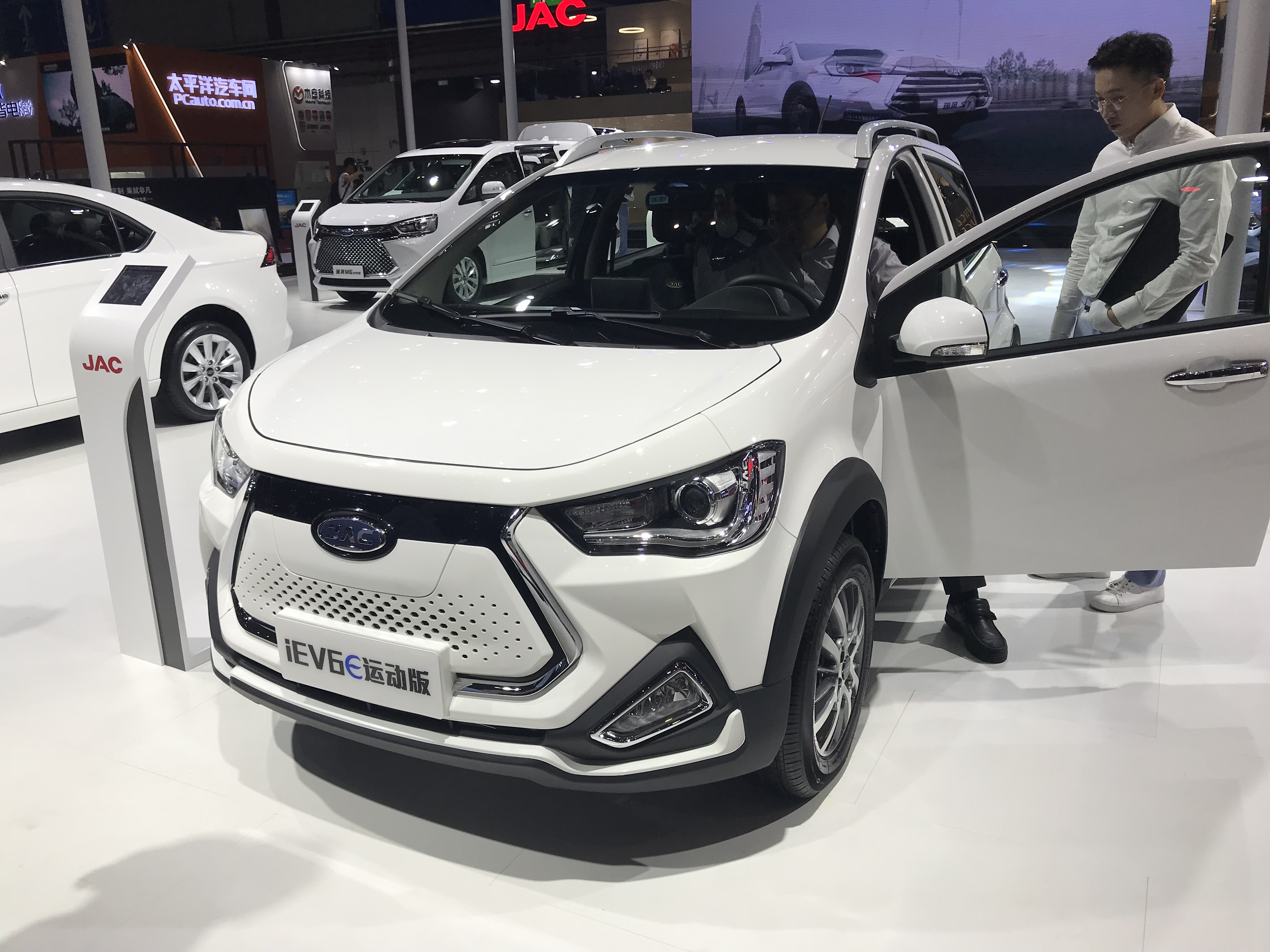
جک آی‌ئی‌وی۶ئی اسپورت (جلو)
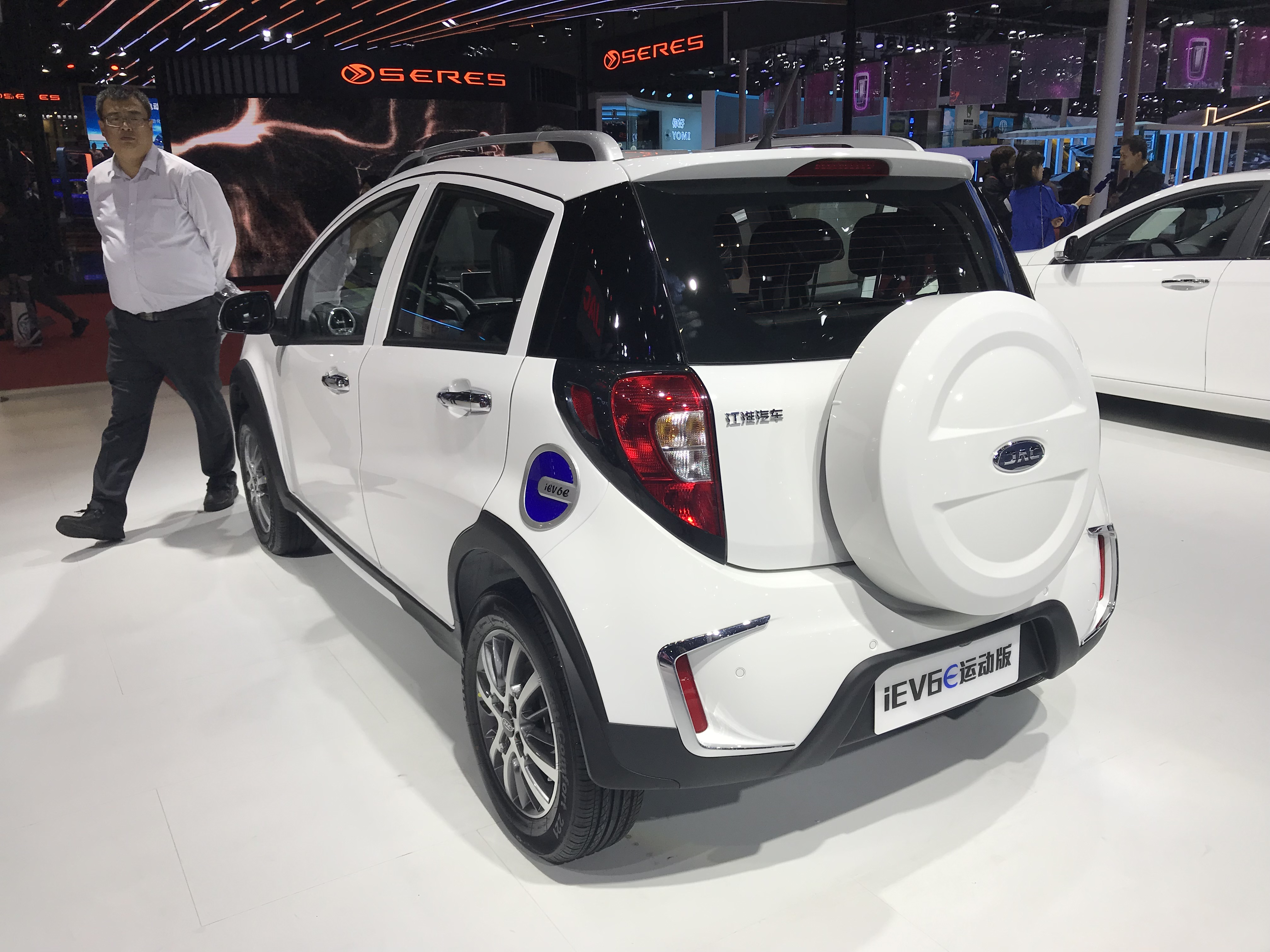
جک آی‌ئی‌وی۶ئی اسپرت (عقب)